# يعقوب ليفيتسكي
يعقوب ليفيتسكي (بالعبرية: יעקב לויצקי) (17 أغسطس 1904 – 25 فبراير 1956) عالم رياضيات إسرائيلي.

## حياته
ولد ليفيتسكي في عام 1904 في أوكرانيا التي كانت جزءا من الإمبراطورية الروسية. وهاجر إلى فلسطين تحت الحكم العثماني في عام 1912. وبعد إكمال دراساته في ثانوية هيرتسليا، سافر إلى ألمانيا، وحصل على درجة الدكتوراه في عام 1929 من جامعة غوتنغن تحت إشراف إيمي نوتير.
وفي عام 1931 وبعد عامين في جامعة ييل في نيو هافن في ولاية كونيكتيكت في الولايات المتحدة الأمريكية، عاد ليفيتسكي إلى فلسطين، ليعمل في كلية في الجامعة العبرية في القدس.

## جوائز
حصل على جائزة إسرائيل في العلوم الدقيقة في عام 1953، وهي أول سنة تمنح فيها تلك الجائزة. كما حصل معه تلميذه شيمشون أميتسور على نفس الجائزة، وذلك تقديرا لعملهم على «قوانين الحلقات غير التبادلية».
وقد حصل ابنه ألكسندر ليفيتسكي على جائزة إسرائيل في عام 1990 في مجال علوم الحياة، وأسس جائزة باسم والده هي «جائزة ليفيتسكي» في مجال البحث في علم الجبر.